# Współczesna dziewczyna
Współczesna dziewczyna (ang. Fleabag) – brytyjski serial telewizyjny wyprodukowany przez Two Brothers Pictures, którego twórczynią jest Phoebe Waller-Bridge. 
Serial był oryginalnie emitowany od 21 lipca 2016 do 8 kwietnia 2019 roku przez BBC Three. W Polsce serial był dostępny na platformie Amazon Prime Video oraz emitowany od 5 października 2019 przez TVN Style.

## Obsada
- Phoebe Waller-Bridge jako Fleabag
- Sian Clifford jako Claire
- Olivia Colman jako matka chrzestna Fleabag
- Bill Paterson jako ojciec Fleabag
- Brett Gelman jako Martin
- Hugh Skinner jako Harry
- Hugh Dennis jako kierownik banku
- Ben Aldridge
- Jamie Demetriou as Bus Rodent (sezon 1)
- Jenny Rainsford jako Boo
- Angus Imrie jako Jake
- Andrew Scott jako ksiądz (sezon 2)
- Fiona Shaw jako doradca (sezon 2)
- Kristin Scott Thomas jako Belinda (sezon 2)
- Christian Hillborg jako Klare (sezon 2)
- Ray Fearon jako mizogin (sezon 2)
- Jo Martin jako Pam (sezon 2)

## Odcinki
| Sezon | Sezon | Odcinki | Premierowa emisja (BBC Three) | Premierowa emisja (BBC Three) | Premierowy dostęp VOD (Amazon Prime Video Polska) | Premierowy dostęp VOD (Amazon Prime Video Polska) |
| Sezon | Sezon | Odcinki | Premiera sezonu               | Finał sezonu                  | Premiera sezonu                                   | Finał sezonu                                      |
| ----- | ----- | ------- | ----------------------------- | ----------------------------- | ------------------------------------------------- | ------------------------------------------------- |
|       | 1     | 6       | 21 lipca 2016                 | 25 sierpnia 2016              | 18 sierpnia 2017                                  | 18 sierpnia 2017                                  |
|       | 2     | 6       | 4 marca 2019                  | 8 kwietnia 2019               | 18 maja 2019                                      | 18 maja 2019                                      |

### Sezon 1 (2016)
| Nr | # | Tytuł     | Polski tytuł | Reżyseria      | Scenariusz           | Premiera         | Premiera w Polsce                                  |
| -- | - | --------- | ------------ | -------------- | -------------------- | ---------------- | -------------------------------------------------- |
| 1  | 1 | Episode 1 | Odcinek 1    | Tim Kirkby     | Phoebe Waller-Bridge | 21 lipca 2016    | 18 sierpnia 2017 (TVN Style: 5 października 2019)  |
| 2  | 2 | Episode 2 | Odcinek 2    | Harry Bradbeer | Phoebe Waller-Bridge | 28 lipca 2016    | 18 sierpnia 2017 (TVN Style: 5 października 2019)  |
| 3  | 3 | Episode 3 | Odcinek 3    | Harry Bradbeer | Phoebe Waller-Bridge | 4 sierpnia 2016  | 18 sierpnia 2017 (TVN Style: 12 października 2019) |
| 4  | 4 | Episode 4 | Odcinek 4    | Harry Bradbeer | Phoebe Waller-Bridge | 11 sierpnia 2016 | 18 sierpnia 2017 (TVN Style: 12 października 2019) |
| 5  | 5 | Episode 5 | Odcinek 5    | Harry Bradbeer | Phoebe Waller-Bridge | 18 sierpnia 2016 | 18 sierpnia 2017 (TVN Style: 19 października 2019) |
| 6  | 6 | Episode 6 | Odcinek 6    | Harry Bradbeer | Phoebe Waller-Bridge | 25 sierpnia 2016 | 18 sierpnia 2017 (TVN Style: 19 października 2019) |

### Sezon 2 (2019)
| Nr | # | Tytuł     | Polski tytuł | Reżyseria      | Scenariusz           | Premiera        | Premiera w Polsce |
| -- | - | --------- | ------------ | -------------- | -------------------- | --------------- | ----------------- |
| 7  | 1 | Episode 1 | Odcinek 1    | Harry Bradbeer | Phoebe Waller-Bridge | 4 marca 2019    | 18 maja 2019      |
| 8  | 2 | Episode 2 | Odcinek 2    | Harry Bradbeer | Phoebe Waller-Bridge | 11 marca 2019   | 18 maja 2019      |
| 9  | 3 | Episode 3 | Odcinek 3    | Harry Bradbeer | Phoebe Waller-Bridge | 18 marca 2019   | 18 maja 2019      |
| 10 | 4 | Episode 4 | Odcinek 4    | Harry Bradbeer | Phoebe Waller-Bridge | 25 marca 2019   | 18 maja 2019      |
| 11 | 5 | Episode 5 | Odcinek 5    | Harry Bradbeer | Phoebe Waller-Bridge | 1 kwietnia 2019 | 18 maja 2019      |
| 12 | 6 | Episode 6 | Odcinek 6    | Harry Bradbeer | Phoebe Waller-Bridge | 8 kwietnia 2019 | 18 maja 2019      |

## Produkcja
Pod koniec sierpnia 2017 roku, stacja BBC Three zamówiła drugi sezon.